# Maria Bucur
Maria Bucur (n. 1968) este o istorică română-americană a Europei de Est moderne și gen în secolul al XX-lea. Ea a scris despre istoria eugeniei din Europa de Est, memoria și războiul din secolul al XX-lea al României, genul și modernismul, genul și cetățenia. Predă istorie și studii de gen la Universitatea Indiana, Bloomington, unde deține profesia John W. Hill. Între 2011 și 2014 ea a fost decan asociat la Școala de Studii Globale și Internaționale și a ajutat la inaugurarea primei clase de absolvire SGIS în 2014.

## Cărți
- Staging the Past: The Politics of Commemoration in Habsburg Central Europe,1848 to the Present. Coeditoare împreună cu Nancy Wingfield. La Fayette, IN: Purdue University Press, 2001.[5]
- Patriarhat și emancipare în istoria gîndirii politice românești. Coeditoare împreună cu Mihaela Miroiu. Iași, Polirom, 2002.[6]
- Eugenics and Modernization in Interwar Romania. Pittsburgh, PA: Pittsburgh University Press, 2002; tradusă în română ca Eugenie și modernizare în România interbelicǎ (Iași:  Polirom, 2005).[7]
- Gender and War in Twentieth Century Eastern Europe. Coeditoare împreună cu Nancy M. Wingfield. Bloomington, IN: Indiana University Press, 2006.[8]
- Heroes and Victims: Remembering War in Twentieth-Century Romania. Bloomington, IN: Indiana University Press, 2009.[9]
- Making Europe.The Story of the West, împreună cu Frank Kidner ș.a., ed. a II-a revăzută, Belmont, CA: Cengage, 2012.[10]
- Gendering Modernism: A Historical Reappraisal of the Canon. London: Bloomsbury Academic, 2017.[11]
- The Global West: Connections and Identities, împreună cu Frank Kindner, Ralph Mathisen, Sally McKee și Theodore R. Weeks, ed. a III-a revăzută, Boston: Cengage, 2017.[12]
- The Century of Women: How Women Have Transformed the World Since 1900. Lanham: Rowman & Littlefield, 2018.[13]
- Birth of Democratic Citizenship: Women in Modern Romania, împreună cu Mihaela Miroiu. Bloomington: Indiana University Press, 2018.[14]